# فربيون نارديني الأوراق
الفربيون نارديني الأوراق (باللاتينية: Euphorbia valerianifolia) نوع نباتي يتبع جنس الفربيون من الفصيلة اللبنية.
النبات سام كبقية أنواع الفربيون.

## الموئل والانتشار
ينتشر في بلاد الشام والمغرب العربي وتركيا واليونان وبلغاريا.

## مرادفات للاسم العلمي
- (باللاتينية: Euphorbia cybirensis var. longifolia Boiss.)
- (باللاتينية: Euphorbia cybirensis var. valerianifolia (Lam.) Nyman)
- (باللاتينية: Euphorbia acutifolia (Boiss.) Rech. f.)
- (باللاتينية: Euphorbia akenocarpa Roux & Blaise ex Boiss., nom. illeg.)
- (باللاتينية: Euphorbia cybirensis Boiss.)
- (باللاتينية: Euphorbia echinocarpa Sieber ex Boiss., des. inval.)
- (باللاتينية:                             							 								                             	Euphorbia valerianae Pers.)
- (باللاتينية: Euphorbia zahnii Heldr. ex Halácsy)
- (باللاتينية: Keraselma echinocarpa Raf.)
- (باللاتينية: Keraselma echinocarpum Raf.)
- (باللاتينية: Tithymalus cybirensis (Boiss.) Klotzsch & Garcke)
- (باللاتينية: Euphorbia cybirensis var. acutifolia Boiss.)
- (باللاتينية: Euphorbia cybirensis var. dehiscens Boiss.)
- (باللاتينية: Euphorbia cybirensis var. microcarpa Boiss.)